# Tony Goldwyn
Tony Goldwyn   (Los Angeles, 20 de maig de 1960) és un actor, cantant, productor, director i activista polític estatunidenc. Va debutar com a Darren a la pel·lícula slasher Friday the 13th Part VI: Jason Lives (1986), i va tenir el seu gran avenç per interpretar a Carl Bruner a la pel·lícula de thriller fantàstic Ghost (1990), que li va valdre una nominació al Premi Saturn al millor actor secundari. Va continuar com a Harold Nixon a la pel·lícula biogràfica Nixon (1995), que li va valer una nominació al Premi del Sindicat d’Actors dels Estats Units, i com Neil Armstrong a la minisèrie de HBO From the Earth to the Moon (1998).
Goldwyn va donar veu al personatge principal a la pel·lícula d'animació de Walt Disney Animation Studios Tarzan (1999), i va interpretar el coronel Bagley a L'últim samurai (2003), Johnathon "John" Collingwood a la pel·lícula de terror L'última casa a l'esquerra (2009), Andrew Prior a la sèrie de pel·lícules Divergent (2014–2015) i Paul Cohen a King Richard (2021), l'últim dels quals li va valer una segona nominació al Premi del Sindicat d’Actors. Va interpretar al president Fitzgerald Grant III al drama legal/polític de l'ABC Scandal (2012–2018) i va dirigir diversos episodis per a la sèrie, per la qual va guanyar un Premi Peabody. Des del 2024, ha interpretat el fiscal de districte Nicholas Baxter a Law & Order.

## Primers anys
Goldwyn va néixer a Los Angeles, Califòrnia, fill de l'actriu Jennifer Howard i del productora de cinema Samuel Goldwyn Jr. Els avis paterns de Goldwyn eren el magnat Samuel Goldwyn, un immigrant jueu polonès de Varsòvia, i l'actriu Frances Howard, que era originària de Nebraska. Els seus avis materns eren el dramaturg Sidney Howard i l'actriu Clare Eames. Un dels seus besavis materns va ser el governador i senador per Maryland William Thomas Hamilton. Goldwyn va assistir a Hamilton College a Clinton, Nova York, Universitat de Brandeis a Waltham (Massachusetts) (on va rebre el seu Bachelor of Fine Arts), i la London Academy of Music and Dramatic Art. Va estudiar interpretació a HB Studio a la ciutat de Nova York.

## Carrera

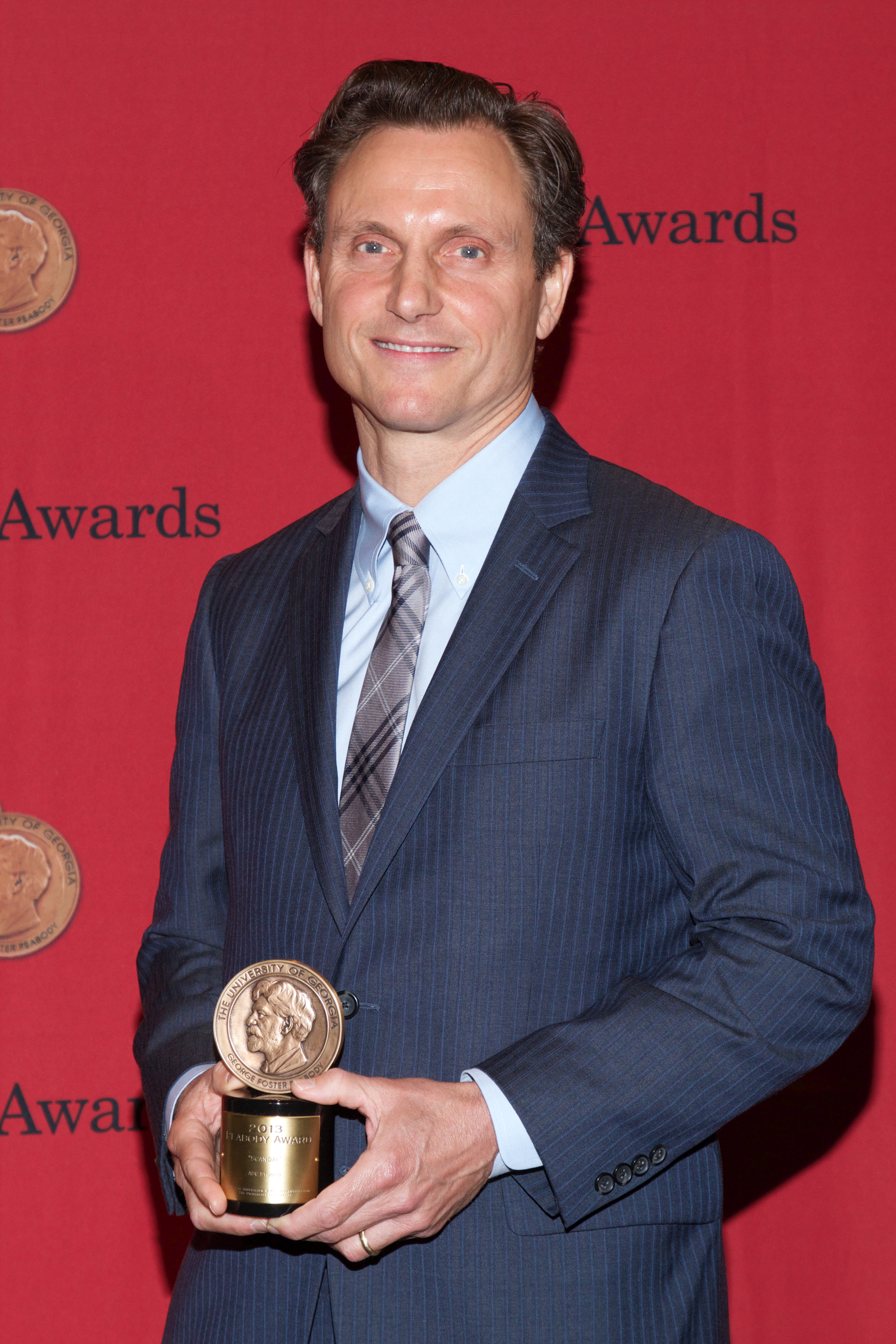
Goldwyn acceptant un Premi Peabody el 2013

Després de la seva sortida de l'escola de teatre, Goldwyn va començar a actuar en papers d'estrella convidada a mitjans dels anys vuitanta. Goldwyn va tenir el seu gran avenç en interpretar Carl Bruner, amic convertit en traïdor del personatge de Patrick Swayze, Sam Wheat, al thriller de fantasia Ghost. Va ser la pel·lícula més taquillera del 1990 i el videocasset més llogat de 1991. Per la seva actuació, Goldwyn va obtenir una nominació al Premi Saturn al millor actor secundari. Goldwyn va aparèixer a la sèrie de comèdia Designing Women, en la qual va interpretar un jove dissenyador d'interiors anomenat Kendall Dobbs, un home seropositiu que estava morint de sida i que va demanar a les dones de Sugarbakers que dissenyessin el seu funeral. A la minisèrie de HBO From the Earth to the Moon, Goldwyn va interpretar a l'astronauta Neil Armstrong, comandant de l'Apollo 11. També va donar veu al personatge principal al llargmetratge d'animació de 1999 Tarzan, produït per Walt Disney Feature Animation i va recaptar més de 400 milions de dòlars. Va repetir el paper als videojocs Tarzan Untamed de Disney i Kingdom Hearts.
Goldwyn va tenir un paper recurrent al drama de la NBC-Universal Law & Order: Criminal Intent com Frank Goren, germà del personatge principal Robert Goren, interpretat per Vincent D'Onofrio. També va tenir funcions d'actuació i direcció per a la primera temporada de Dexter per a Showtime (el germà John Goldwyn és productor executiu). Com a actor teatral, Goldwyn ha aparegut dues vegades a espectacles Off-Broadway  al Second Stage Theatre i a Broadway al Circle in the Square Theatre. Al Second Stage Theatre va aparèixer a Spike Heels (1992) de Theresa Rebeck al costat de Kevin Bacon i Julie White. L'estiu de 2006 al Second Stage Theatre va protagonitzar al costat de Kate Burton en una altra obra de Rebeck, The Water's Edge. Goldwyn va interpretar a J. D. Sheldrake, l'executiu de negocis faldiller, al musical de Broadway Promises, Promises protagonitzat per Sean Hayes i Kristin Chenoweth. L'enregistrament del repartiment es va publicar el 23 de juny de 2010, amb Goldwyn en tres cançons.
Goldwyn va interpretar al capità von Trapp (al costat de Laura Osnes com a Maria) en un concert de The Sound of Music al Carnegie Hall el 25 d'abril de 2012. Hi participaven la cantant d'òpera Stephanie Blythe com la Mare Abadessa, Brooke Shields com la baronessa Schraeder i Patrick Page com a Max. Com a director, Goldwyn ha dirigit quatre llargmetratges, A Walk on the Moon, Someone Like You, L'últim petó, i Betty Anne Waters. També ha dirigit molts episodis de sèries de televisió com Without a Trace, The L Word, Dexter, Law & Order: Criminal Intent, Grey's Anatomy i Scandal. El 2014, va dirigir l'episodi pilot de la sèrie We TV, The Divide, de la qual també va exercir de productor executiu juntament amb el guionista nominat a l'Oscar Richard LaGravenese. Goldwyn va interpretar el president Fitzgerald Grant III al drama legal/polític de l'ABC Scandal del 2012 al 2018.El 2013, Goldwyn va ser seleccionat per a la pel·lícula original de Lifetime, Outlaw Prophet, com a Warren Jeffs. El 2014, va aparèixer a Divergent com Andrew Prior, pare de Caleb (Ansel Elgort) i Tris' (Shailene Woodley). El 2015, va signar per protagonitzar la pel·lícula de thriller de terror de James Gunn L'experiment Belko. El juny de 2018, Goldwyn va interpretar a Ben Lefevre a la sèrie sobrenatural de Netflix Chambers. El 20 de gener de 2021 durant la inauguració de Joe Biden, Goldwyn va ser l'amfitrió de la Virtual Parade Across America es va emetre a les xarxes de televisió, organitzada pel Comitè Inaugural de Biden. També l'any 2021, Goldwyn va aparèixer a  King Richard, que va ser aclamada i va obtenir diversos reconeixements. El 2023, Goldwyn va interpretar a Theodore Roosevelt en un audiollibre de l'autobiografia escrita per Alice Roosevelt Longworth. El 2024, Goldwyn es va unir al repartiment de Law & Order, interpretant el fiscal de districte de Manhattan, Nicholas Baxter.

## Vida personal
Goldwyn està casat amb Jane Michelle Musky, dissenyadora de producció, des de 1987. Tenen dues filles.
A més, el germà de Goldwyn John és un antic executiu de Paramount Pictures i el productor executiu de Dexter. El seu germà Peter també és productor de cinema i l'actual president de Samuel Goldwyn Films. Antic president de la Creative Coalition, Goldwyn també està molt implicat en la defensa de les arts. També és portaveu de la Fundació AmeriCares.
Goldwyn va ser un decidit partidari de Hillary Clinton i el 2016 va dirigir un anunci amb la seva coprotagonista d'Scandal Kerry Washington, així com Viola Davis, Ellen Pompeo, i Shonda Rhimes per donar suport a la la campanya presidencial de Clinton. Goldwyn també serveix com a ambaixador de The Innocence Project, una organització sense ànim de lucre que treballa per exonerar els condemnats injustament i reformar el sistema de justícia penal i forma part del Junta de Govern de la Motion Picture & Television Fund (MPTF).

## Filmografia

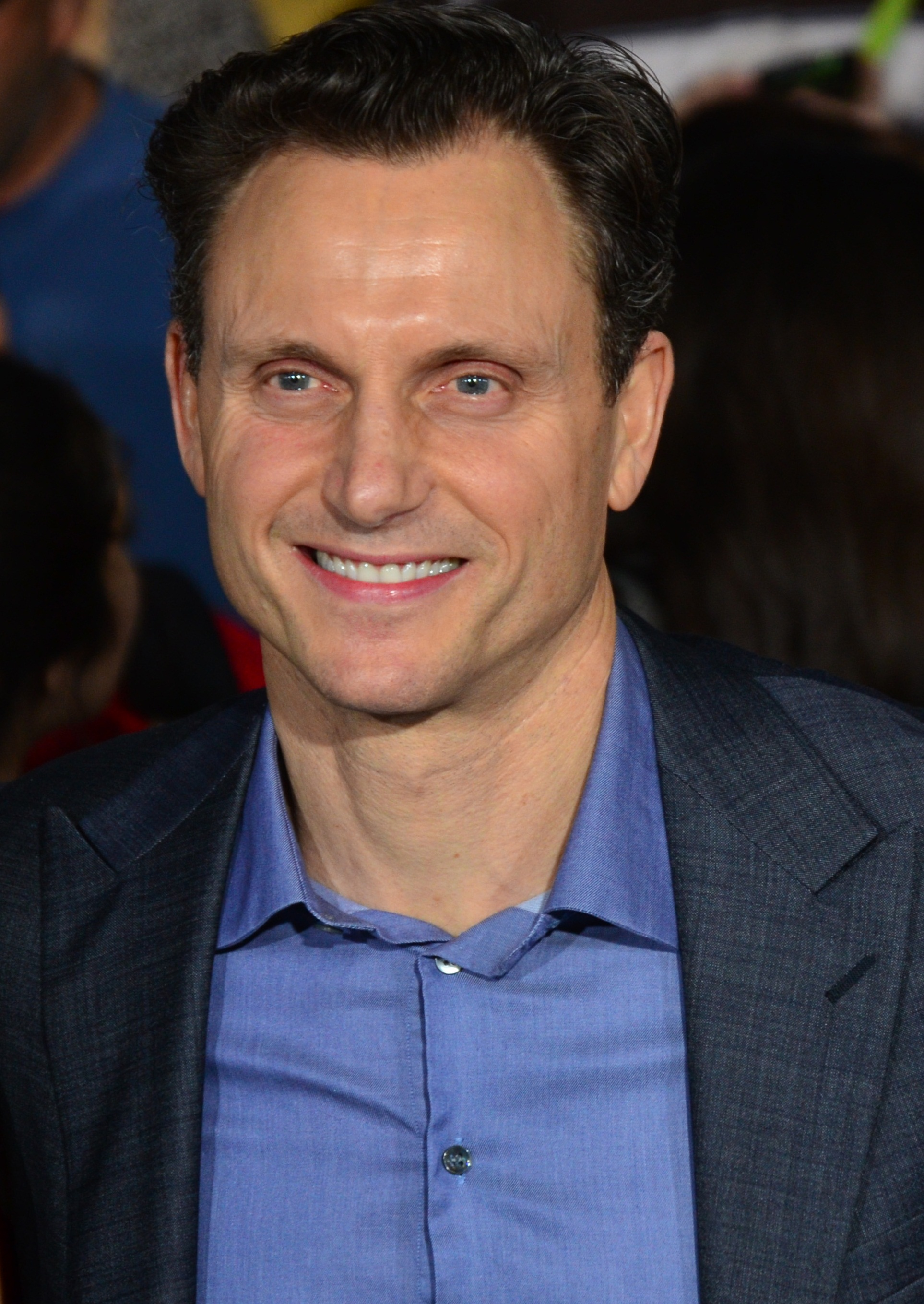
Goldwyn a l’estrena de Divergent el març de 2014

### Cinema
| Year | Títol                                | Paper                      | Notes           |
| ---- | ------------------------------------ | -------------------------- | --------------- |
| 1986 | Friday the 13th Part VI: Jason Lives | Darren                     |                 |
| 1987 | Gaby: A True Story                   | David                      |                 |
| 1990 | Ghost                                | Carl Bruner                |                 |
| 1992 | Kuffs, poli per casualitat           | Ted Bukovsky               |                 |
| 1992 | La marca de l'assassí                | Steve Frayn                |                 |
| 1993 | L'informe Pelicà                     | Fletcher Coal              |                 |
| 1993 | Taking the Heat                      | Michael Norell             |                 |
| 1994 | The Last Tattoo                      | Capt. Michael Starwood     |                 |
| 1995 | The Last Word                        | Stan                       |                 |
| 1995 | Nixon                                | Harold Nixon               |                 |
| 1995 | Reckless                             | Tom Fitzsimons             |                 |
| 1995 | Pocahontas: The Legend               | Sir Edwin Wingfield        |                 |
| 1996 | The Substance of Fire                | Aaron Geldhart             |                 |
| 1997 | Trouble on the Corner                | Jeff Stewart               |                 |
| 1997 | Kiss the Girls                       | Dr. William "Will" Rudolph |                 |
| 1998 | The Lesser Evil                      | Frank O'Brian              |                 |
| 1999 | Tarzan                               | Tarzan                     | Veu             |
| 2000 | The 6th Day                          | Michael Drucker            |                 |
| 2000 | Una cosa per explicar                | Greg Janello               |                 |
| 2001 | An American Rhapsody                 | Peter Sandor               |                 |
| 2002 | La desaparició de l'Embry            | Dr. David Schaffer         |                 |
| 2002 | Joshua                               | Joshua                     |                 |
| 2003 | L'últim samurai                      | Coronel Bagley             |                 |
| 2003 | Ash Tuesday                          | Elliott                    |                 |
| 2005 | The Godfather of Green Bay           | Big Jake Norquist          |                 |
| 2005 | American Gun                         | Frank                      |                 |
| 2005 | Romance and Cigarettes               | Primera amor de Kitty      | Sense acreditar |
| 2005 | The Sisters                          | Vincent Antonelli          |                 |
| 2005 | Ghosts Never Sleep                   | Jared Dolan                |                 |
| 2009 | PoliWood                             | Ell mateix                 | Documental      |
| 2009 | L'última casa a l'esquerra           | John Collingwood           |                 |
| 2011 | El mecànic                           | Dean Sanderson             |                 |
| 2014 | Divergent                            | Andrew Prior               |                 |
| 2015 | The Divergent Series: Insurgent      | Andrew Prior               |                 |
| 2016 | L'experiment Belko                   | Barry Norris               |                 |
| 2017 | All I Wish                           | Adam                       |                 |
| 2017 | Mark Felt. L'informant               | Ed Miller                  |                 |
| 2021 | King Richard                         | Paul Cohen                 |                 |
| 2022 | The People We Hate at the Wedding    | Dr. Goulding               |                 |
| 2023 | El pilot                             | Scarsdale                  |                 |
| 2023 | Murder Mystery 2                     | Silverfox                  | [ 43 ]          |
| 2023 | Oppenheimer                          | Gordon Gray                |                 |
| 2023 | Ezra                                 | Bruce                      | També productor |

### Televisió
| Any       | Títol                          | Paper                          | Notes                                                 |
| --------- | ------------------------------ | ------------------------------ | ----------------------------------------------------- |
| 1987      | St. Elsewhere                  | Henry                          | Episodi: "Schwarzwald"                                |
| 1987      | Matlock                        | Dr. Mark Campion               | Episodi: "The Doctors"                                |
| 1987      | CBS Summer Playhouse           | Paul                           | Episodi: "Mabel and Max"                              |
| 1987      | Designing Women                | Kendall                        | Episodi: "Killing All the Right People"               |
| 1988      | L.A. Law                       | Chris Arnett                   | Episodi: "Fetus Completus"                            |
| 1988      | Hunter                         | Byron                          | Episodi: "Murder He Wrote"                            |
| 1988      | Favorite Son                   | Tim                            | Minisèrie                                             |
| 1988      | Murphy Brown                   | Bobby Powell                   | Episodi: "Respect"                                    |
| 1989      | Dark Holiday                   | Ken Horton                     | Telefilm                                              |
| 1991      | Tales from the Crypt           | Dr. Carl Fairbanks             | Episodi: "Abra Cadaver"                               |
| 1991      | L'Amérique en otage            | Jody Powell                    | Telefilm                                              |
| 1992      | The Last Mile                  | Scott                          | Curt                                                  |
| 1993      | Taking the Heat                | Michael                        | Telefilm                                              |
| 1993      | Love Matters                   | Geoffrey                       | Telefilm                                              |
| 1994      | Doomsday Gun                   | Donald Duvall                  | Telefilm                                              |
| 1995      | Under Fire                     | James Warren                   | Pilot                                                 |
| 1995      | A Woman of Independent Means   | Robert Steed                   | Minisèrie                                             |
| 1995      | Truman                         | Clark Clifford                 | Telefilm                                              |
| 1996      | The Boys Next Door             | Jack Palmer                    | Telefilm                                              |
| 1997      | The Song of the Lark           | Fred Ottenburg                 | Curt                                                  |
| 1998      | From the Earth to the Moon     | Neil Armstrong                 | Minisèrie                                             |
| 2001      | Frasier                        | Roger                          | Episodi: "Love Stinks"                                |
| 2001      | American Masters               | Ell mateix                     | Episodi: "Goldwyn The Man and His Movies"             |
| 2004–2005 | The L Word                     | Burr Connor                    | 2 episodis                                            |
| 2004      | Without a Trace                | Greg Knowles / Rick Knowles    | 2 episodis                                            |
| 2006      | Dexter                         | Dr. Emmett Meridian            | Episodi: "Shrink Wrap"                                |
| 2007–2008 | Law & Order: Criminal Intent   | Frank Goren                    | 4 episodis                                            |
| 2009      | The Good Wife                  | Jutge Henry Baxter             | Episodi: "Lifeguard"                                  |
| 2011      | Drop Dead Diva                 | Alan Roberts                   | Episodi: "Closure"                                    |
| 2012      | The Unknown                    | Bill Watson                    | Episodi: "Spare the Child"                            |
| 2012–2018 | Scandal                        | President Fitzgerald Grant III | Paper principal                                       |
| 2014      | Outlaw Prophet                 | Warren Jeffs                   | Telefilm                                              |
| 2016      | Full Frontal with Samantha Bee | Conductor e bus                | Episodi: "Special: Full Frontal Election Documentary" |
| 2019      | Chambers                       | Ben Lefevre                    | Paper principal                                       |
| 2019      | Blue Sky Metropolis            | Narrador                       | Minisèrie                                             |
| 2020      | Lovecraft Country              | Samuel Braithwhite             | Episodi: "Whitey's on the Moon"                       |
| 2021      | The Hot Zone: Anthrax          | Bruce Edwards Ivins            | 6 episodis                                            |
| 2024      | Law & Order                    | D.A. Nicholas Baxter           | Main role                                             |
| 2024      | Hacks                          | Bob Lipka                      | Episodi: "Par for the Course"                         |

### Vídeojocs
| Any  | Títol           | Paper de veu |
| ---- | --------------- | ------------ |
| 1999 | Tarzan          | Tarzan       |
| 2001 | Tarzan: Untamed | Tarzan       |
| 2002 | Kingdom Hearts  | Tarzan       |

### Director
| Any       | Títol              | Notes                                                     |
| --------- | ------------------ | --------------------------------------------------------- |
| 1999      | A Walk on the Moon | També productor                                           |
| 2001      | Someone like You   |                                                           |
| 2004      | Without a Trace    | Episodi: "American Goddess"                               |
| 2004–2005 | The L Word         | 3 episodis                                                |
| 2006      | Grey's Anatomy     | 2 episodis                                                |
| 2006      | L'últim petó       |                                                           |
| 2006      | Law & Order        | Episodi: "Thinking Makes It So"                           |
| 2006–2007 | Dexter             | 4 episodis                                                |
| 2007      | Private Practice   | Episodi: "In Which Sam Receives an Unexpected Visitor..." |
| 2007      | Six Degrees        | Episodi: "Ray's Back"                                     |
| 2007      | Kidnapped          | Episodi: "Acknowledgement"                                |
| 2007      | Alibi              |                                                           |
| 2007      | Dirty Sexy Money   | Episodi: "The Nutcracker"                                 |
| 2010      | Betty Anne Waters  | També productor                                           |
| 2010      | Danys i perjudicis | Episodi: "Flight's at 11:08"                              |
| 2010–2012 | Justified          | 3 episodis                                                |
| 2011      | Hawthorne          | Episodi: "To Tell the Truth"                              |
| 2012–2018 | Scandal            | 9 episodis                                                |
| 2014      | The Divide         | 2 episodis; also executive producer                       |
| 2019      | Chambers           | Episodi: "In the Gloaming"                                |
| 2023      | Ezra               | També productor                                           |

### Audiollibre
| Any  | Títol                                                                                  | Autor                     |
| ---- | -------------------------------------------------------------------------------------- | ------------------------- |
| 1991 | The Grifters                                                                           | Jim Thompson              |
| 1992 | Tenth Commandment                                                                      | Lawrence Sanders          |
| 2000 | Dead Irish (Dismas Hardy Series #1)                                                    | John Lescroart            |
| 2005 | The Millionaires                                                                       | Brad Meltzer              |
| 2007 | The Devil in the White City                                                            | Erik Larson               |
| 2007 | A Death in Vienna                                                                      | Daniel Silva              |
| 2007 | Kate Remembered                                                                        | A. Scott Berg             |
| 2008 | Thunderstruck                                                                          | Erik Larson               |
| 2023 | Crowded Hours: The True Story of Alice Roosevelt and America’s First Political Dynasty | Alice Roosevelt Longworth |

### Teatre
| Any       | Títol                  | Paper             | Teatre                       |
| --------- | ---------------------- | ----------------- | ---------------------------- |
| 1988      | Tom Jones              | Tom Jones         |                              |
| 1989      | The Sum of Us          | Jeff              |                              |
| 1990      | Carthaginians          | Hark              |                              |
| 1991      | Picnic                 | Hal Carter        |                              |
| 1992      | Spike Heels            | Andrew            | Second Stage Theater         |
| 1994      | Lady in the Dark       | Charley Johnson   | New York City Center         |
| 1995–1996 | Holiday                | Johnny Case       | Circle in the Square Theatre |
| 2006      | The Water's Edge       | Richard           | Second Stage Theater         |
| 2010–2011 | Promises, Promises     | J. D. Sheldrake   | Broadway Theatre             |
| 2010      | 24 Hour Plays Broadway | Performer         |                              |
| 2010      | Broadway Backwards 5   | Performer         |                              |
| 2012      | The Sound of Music     | Captain von Trapp | Carnegie Hall                |
| 2018      | Network                | Max Schumacher    | Belasco Theatre              |
| 2020      | The Inheritance        | Henry Wilcox      | Ethel Barrymore Theatre      |

## Discografia
| Any                      | Títol              | Àlbum              | Notes |
| ------------------------ | ------------------ | ------------------ | ----- |
| 2010                     | "Wanting Things"   | Promises, Promises |       |
| "Christmas Day"          | feat. Ashley Amber | Promises, Promises |       |
| "It's Our Little Secret" | feat. Sean Hayes   | Promises, Promises |       |

## Premis i nominacions
| Any  | Premi                                         | Categoria                                                                 | Treball nominat   | Resultat  |
| ---- | --------------------------------------------- | ------------------------------------------------------------------------- | ----------------- | --------- |
| 1991 | Premis Saturn                                 | Millor actor secundari                                                    | Ghost             | Nominat   |
| 1996 | Premi del Sindicat d'Actors de Cinema         | Rendiment destacat d'un repartiment en una pel·lícula                     | Nixon             | Nominat   |
| 2010 | Festival de Cinema de Filadèlfia              | Premi del Públic del Festival de Cinema de Filadèlfia — Menció honorífica | Betty Anne Waters | Guanyador |
| 2013 | Premis Peabody                                | Excel·lència en ràdio i televisió                                         | Scandal           | Guanyador |
| 2014 | Prism Awards                                  | Actuació en una sèrie dramàtica                                           | Scandal           | Nominat   |
| 2022 | Premis Black Reel                             | Conjunt destacat                                                          | King Richard      | Nominat   |
| 2022 | Premis de l'Associació de Crítics d'Hollywood | Millor conjunt de repartiment                                             | King Richard      | Nominat   |
| 2022 | NAACP Image Awards                            | Excel·lent actuació d'un repartiment en una pel·lícula                    | King Richard      | Nominat   |
| 2022 | Screen Actors Guild Awards                    | Excel·lent actuació d'un repartiment en una pel·lícula                    | King Richard      | Nominat   |